# Луб'яне Раменьє
Луб'яне́ Раме́ньє (рос. Лубяное Раменье) — присілок у складі Підосиновського району Кіровської області, Росія. Входить до складу Підосиновського міського поселення.
Населення становить 6 осіб (2010, 14 у 2002).
Національний склад станом на 2002 рік — росіяни 93 %.